# Бюргер
Бюргер (на немски: Bürger, от древногорнонемски burgari — защитник на града) в буквален превод значи гражданин, градски жител или защитник на града.
В ранното средновековие бюргери са наричани жителите на укрепено селище – на немски „Бург“ (крепост) или постовите до укрепени места, църкви, катедрали и др. През същинското средновековие (XII - XIV век) бюргерите са свободни граждани на немските градове с т.нар. „градско право“ в различен статут от феодалите. В ново време бюргерите формират бюргерството, т.е. гражданското общество в Централна Европа и в частност в германските земи.